# Амахтон (бухта)
Амахтон — бухта в Охотском море, часть Амахтонского залива.

## Гидроним
В 1930-е годы носила название Дельфинья по обитавшей в западной части Тауйской губы при устье реки Тауй популяции белухи. В дальнейшем названа по Амахтонскому заливу и мысу, которые в свою очередь получили название от эвенского рода Омохтон, жившего у залива.

## География
В 1920—1930-х годах на берегу бухты располагался японский завод по переработке китов. Небольшое поселение у местных называлось «Дельфиний завод». После истребления популяции белух в заливе, завод был заброшен.
Бухта находится на западе Амахтонского залива, вдаётся в северо-восточную часть полуострова Онацевича. С севера ограничена мысом Северный, северо-восточнее расположен остров Шеликан. Южнее на мысе Амахтонский находится бывший посёлок Амахтон. В бухту впадает река Амахтонка.

## История
В июле—сентябре 1961 года в результате исследования историком Русланом Васильевским на верхней террасе бухты была обнаружена кузня, внутри которой найден горн, сложенный из каменных плит, железоплавильные шлаки, круглые куски глиняной обмазки. Рядом с кузней находился жилой комплекс, где найдены скребки из кремнистого сланца, костяной остроконечник и фрагменты керамических сосудов, орнаментированные насечками и горизонтальными рядами ямок.